# 高林東町
高林東町（たかはやしひがしちょう）は、群馬県太田市にある地名（町丁）。郵便番号は373-0825。

## 概要
太田市の沢野地区にある町丁。南部に太田市立南小学校がある。

## 地理

### 近隣町丁
- 高林寿町
- 高林南町
- 南矢島町
- 末広町
- 古戸町

## 世帯数と人口
2022年（令和4年）3月31日現在の世帯数と人口は以下の通りである。
| 町丁     | 世帯数  | 人口   |
| -------- | ------- | ------ |
| 高林東町 | 888世帯 | 2006人 |

## 交通

### 鉄道
町内に鉄道は通っていない。

### 道路
- 国道407号

## 施設
- 太田市立南小学校